# クープ・バンク・ナショナル
クープ・バンク・ナショナル（Coupe Banque Nationale）は、カナダ・ケベック・シティーで開催されるWTAテニストーナメントである。2013年まではベル・チャレンジ（Bell Challenge）であった。

## 大会歴代優勝者

### シングルス
| 年   | 優勝者                           | 準優勝者                         | 決勝結果           |
| ---- | -------------------------------- | -------------------------------- | ------------------ |
| 1993 | ナタリー・トージア               | カテリナ・マレーバ               | 6–4, 6–1           |
| 1994 | カテリナ・マレーバ               | ブレンダ・シュルツ＝マッカーシー | 6–3, 6–3           |
| 1995 | ブレンダ・シュルツ＝マッカーシー | ドミニク・ファン・ルースト       | 7–6, 6–2           |
| 1996 | リサ・レイモンド                 | エルス・カレンズ                 | 6–4, 6–4           |
| 1997 | ブレンダ・シュルツ＝マッカーシー | ドミニク・ファン・ルースト       | 6–4, 6–7(4–7), 7–5 |
| 1998 | タラ・スナイダー                 | チャンダ・ルビン                 | 4–6, 6–4, 7–6(8–6) |
| 1999 | ジェニファー・カプリアティ       | チャンダ・ルビン                 | 4–6, 6–1, 6–2      |
| 2000 | チャンダ・ルビン                 | ジェニファー・カプリアティ       | 6–4, 6–2           |
| 2001 | メガン・ショーネシー             | イバ・マヨリ                     | 6–1, 6–3           |
| 2002 | エレーナ・ボビナ                 | マリー＝ガイアネ・ミカエリアン   | 6–3, 6–4           |
| 2003 | マリア・シャラポワ               | ミラグロス・セケラ               | 6–2, 途中棄権      |
| 2004 | マルチナ・スーハ                 | アビゲイル・スピアーズ           | 7–5, 3–6, 6–2      |
| 2005 | エミー・フレージャー             | ソフィア・アルビドソン           | 6–1, 7–5           |
| 2006 | マリオン・バルトリ               | オルガ・プチコワ                 | 6–0, 6–0           |
| 2007 | リンゼイ・ダベンポート           | ユリア・バクレンコ               | 6–4, 6–1           |
| 2008 | ナディア・ペトロワ               | ベサニー・マテック               | 4–6, 6–4, 6–1      |
| 2009 | メリンダ・ツィンク               | ルーシー・サファロバ             | 4–6, 6–3, 7–5      |
| 2010 | タミラ・パシェク                 | ベサニー・マテック＝サンズ       | 7–6(8–6), 2–6, 7–5 |
| 2011 | バルボラ・ザフラボバ・ストリコバ | マリナ・エラコビッチ             | 4–6, 6–1, 6–0      |
| 2012 | キルステン・フリプケンス         | ルーシー・ハラデツカ             | 6–1, 7–5           |
| 2013 | ルーシー・サファロバ             | マリナ・エラコビッチ             | 6–4, 6–3           |
| 2014 | ミリヤナ・ルチッチ＝バロニ       | ビーナス・ウィリアムズ           | 6–4, 6–3           |
| 2015 | アニカ・ベック                   | エレナ・オスタペンコ             | 6–2, 6–2           |
| 2016 | オセアヌ・ドダン                 | ローレン・デービス               | 6–4, 6–3           |
| 2017 | アリソン・バン・アイトバンク     | ティメア・バボシュ               | 5–7, 6–4, 6–1      |
| 2018 | ポーリーン・パルマンティエ       | ジェシカ・ペグラ                 | 7–5, 6–2           |

### ダブルス
| 年   | 優勝者                                                | 準優勝者                                                    | 決勝結果                   |
| ---- | ----------------------------------------------------- | ----------------------------------------------------------- | -------------------------- |
| 1993 | カトリナ・アダムズ マノン・ボーラグラフ               | カテリナ・マレーバ ナタリー・トージア                       | 6–4, 6–4                   |
| 1994 | エルナ・ライナッハ ナタリー・トージア                 | チャンダ・ルビン リンダ・ワイルド                           | 6–4, 6–3                   |
| 1995 | ニコル・アレント マノン・ボーラグラフ                 | リサ・レイモンド レネ・スタブス                             | 7–6, 4–6, 6–2              |
| 1996 | デビー・グラハム ブレンダ・シュルツ＝マッカーシー     | エミー・フレージャー キンバリー・ポー                       | 6–1, 6–4                   |
| 1997 | リサ・レイモンド レネ・スタブス                       | アレクサンドラ・フセ ナタリー・トージア                     | 6–4, 5–7, 7–5              |
| 1998 | ロリ・マクニール キンバリー・ポー                     | チャンダ・ルビン サンドリーヌ・テスチュ                     | 6–7, 7–5, 6–4              |
| 1999 | エミー・フレージャー ケイティー・シュルークバー       | カーラ・ブラック デビー・グラハム                           | 6–2, 6–3                   |
| 2000 | ニコル・プラット メガン・ショーネシー                 | エルス・カレンズ キンバリー・ポー                           | 6–3, 6–4                   |
| 2001 | サマンサ・リーブス アドリアーナ・セッラ・ザネッティ   | クララ・クーカロバ アリーナ・バスコバ                       | 7–5, 4–6, 6–3              |
| 2002 | サマンサ・リーブス ジェシカ・ステック                 | マリア・エミリア・サレルニ ファビオラ・ズルアガ             | 4–6, 6–3, 7–5              |
| 2003 | 李婷 孫甜甜                                           | エルス・カレンズ メイレン・ツー                             | 6–3, 6–3                   |
| 2004 | カーリー・ガリクソン マリア・エミリア・サレルニ       | エルス・カレンズ サマンサ・ストーサー                       | 7–5, 7–5                   |
| 2005 | アナスタシア・ロディオノワ エレーナ・ベスニナ         | リガ・デクメイエレ アシュリー・ハークルロード               | 6–7(4–7), 6–4, 6–2         |
| 2006 | カーリー・ガリクソン ローラ・グランビル               | ジル・クレイバス アリーナ・イドコワ                         | 6–3, 6–4                   |
| 2007 | クリスティーナ・フサノ ラクエル・コップス＝ジョーンズ | ステファニー・デュボワ レナタ・ボラコバ                     | 6–3, 7–6(8–6)              |
| 2008 | アンナ＝レナ・グローネフェルト バニア・キング         | ジル・クレイバス タマリネ・タナスガーン                     | 7–6(7–3), 6–4              |
| 2009 | バニア・キング バルボラ・ザフラボバ・ストリコバ       | ソフィア・アルビドソン セベリーヌ・ブレモン・ベルトラム     | 6–1, 6–3                   |
| 2010 | ソフィア・アルビドソン ヨハンナ・ラーソン             | ベサニー・マテック＝サンズ バルボラ・ザフラボバ・ストリコバ | 6–1, 2–6, [10–6]           |
| 2011 | ラケル・コップス＝ジョーンズ アビゲイル・スピアーズ   | ジェイミー・ハンプトン アンナ・タチシビリ                   | 6–1, 3–6, [10–6]           |
| 2012 | タチヤナ・マレック クリスティナ・ムラデノビッチ       | アリシア・ロソルスカ ヘザー・ワトソン                       | 7–6(7–5), 6–7(6–8), [10–7] |
| 2013 | アーラ・クドゥリャフツェワ アナスタシア・ロディオノワ | アンドレア・フラバーチコバ ルーシー・ハラデツカ             | 6–4, 6–3                   |
| 2014 | ルーシー・ハラデツカ ミリヤナ・ルチッチ＝バロニ       | ユリア・ゲルゲス アンドレア・フラバーチコバ                 | 6–3, 7–6(8)                |
| 2015 | バルボラ・クレシコバ アン＝ソフィー・メスタフ         | マリア・イリゴエン ポーラ・カニア                           | 4–6, 6–3, [12–10]          |
| 2016 | アンドレア・フラバーチコバ ルーシー・ハラデツカ       | アーラ・クドリャフツェワ アレクサンドラ・パノワ             | 7–6(2), 7–6(2)             |
| 2017 | ティメア・バボシュ アンドレア・フラバーチコバ         | ビアンカ・アンドリースク カーソン・ブランスティーン         | 6–3, 6–1                   |
| 2018 | アジア・ムハンマド マリア・サンチェス                 | ダリヤ・ユラク クセニア・ノール                             | 6–4, 6–3                   |